# Godzieszów
Godzieszów (alemán: Günthersdorf) es una localidad del distrito de Bolesławiec, en el voivodato de Baja Silesia (Polonia). Se encuentra en el suroeste del país, dentro del término municipal de Nowogrodziec, a unos 10 km al oeste de la localidad homónima y sede del gobierno municipal, a unos 24 al oeste de Bolesławiec, la capital del distrito, y a unos 126 al oeste de Breslavia, la capital del voivodato. En 2011, según el censo realizado por la Oficina Central de Estadística polaca, su población era de 590 habitantes. Godzieszów perteneció a Alemania hasta 1945.